# Шапарка
Шапарка — река в Абинском районе Краснодарского края, левый приток реки Абин. Длина около 7 километров. По мнение В. Малесника, название произошло от осман. Su-Para‎ — «медная вода/речка».

## Течение
Берёт своё начало на северном склоне горы Свинцовой. Поначалу течёт на север, через три километра от истока поворачивает на восток. В двух километрах от устья принимает единственный безымянный приток. Впадает в реку Абин на северной окраине станицы Шапсугской.

## Туризм
Долина Шапарки привлекательна объектами воинской славы. Здесь можно встретить многочисленные памятники погибшим в Великой Отечественной войне воинам. Также по реке можно забраться на гору Свинцовую, популярную среди любителей экстремального туризма.